# Alucita hemicyclus
Alucita hemicyclus là một loài bướm đêm thuộc họ Alucitidae. Loài này có ở Tanzania.